# Condado de Cleveland (Carolina del Norte)
El condado de Cleveland (en inglés: Cleveland County, North Carolina), fundado en 1841, es uno de los 100 condados del estado estadounidense de Carolina del Norte. En el año 2000 tenía una población de 96 287 habitantes con densidad poblacional de 80 personas por km². La sede del condado es Shelby.

## Geografía
Según la Oficina del Censo, el condado tiene un área total de 1215 km² (469,1 mi²), de la cual 1204 km² (464,9 mi²) es tierra y 10 km² (3,9 mi²) es agua.

### Condados adyacentes
- Condado de Burke - norte
- Condado de Lincoln - este-noreste
- Condado de Gaston - este-sureste
- Condado de York - sureste
- condado de Cherokee - sur
- Condado de Rutherford - oeste

## Demografía
En el 2000 la renta per cápita promedia del condado era de $35 283, y el ingreso promedio para una familia era de $41 733. El ingreso per cápita para el condado era de $17 395. En 2000 los hombres tenían un ingreso per cápita de $30 882 contra $21 995 para las mujeres. Alrededor del 13.30% de la población estaba bajo el umbral de pobreza nacional.

## Lugares

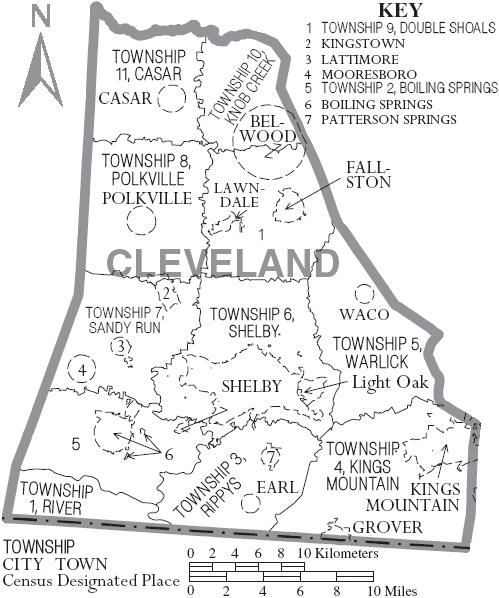
Mapa del Condado de Cleveland en Carolina del Norte con sus municipios

### Ciudades y pueblos
- Belwood
- Boiling Springs
- Casar
- Earl
- Fallston
- Grover
- Kings Mountain (parte también en el Condado de Gaston)
- Kingstown
- Lattimore
- Lawndale
- Light Oak
- Mooresboro
- Patterson Springs
- Polkville
- Shelby
- Waco